# Treskavica (biljni rod)
Treskavica (treskovica; lat. Scleranthus), rod jednogodišnjeg bilja i trajnica iz porodice klinčićevki raširen po Europi, dijelovima Azije, Afrike i Australije, te na Novom Zelandu i Novoj Gvineji.
Postoji između 12 i 15 vrsta. U Hrvatskoj raste nekoliko vrsta: kukasta treskavica (S. uncinatus), mnogoploda treskavica (S. polycarpos), trajna treskavica (S. perennis) i  jednogodišnja treskavica (S. annuus).

## Vrste
1. Scleranthus annuus L.
2. Scleranthus biflorus (J.R.Forst. & G.Forst.) Hook.f.
3. Scleranthus brockiei P.A.Will.
4. Scleranthus delortii Gren.
5. Scleranthus diander R.Br.
6. Scleranthus fasciculatus (R.Br.) Hook.f.
7. Scleranthus minusculus F.Muell.
8. Scleranthus orientalis Rössler
9. Scleranthus perennis L.
10. Scleranthus pungens R.Br.
11. Scleranthus singuliflorus (F.Muell.) Mattf.
12. Scleranthus uncinatus Schur
13. Scleranthus uniflorus P.A.Will.
14. Scleranthus verticillatus Tausch
15. Scleranthus ×intermedius Kitt.

## Sinonimi
- Ditoca Banks ex Gaertn.; Fruct. 2: 196. t. 126 (1791)
- Mniarum J.R.Forst. & G.Forst.; Char. Gen. Pl., ed. 1: 1 (1775)
- Knauthia Heist. ex Fabr.; Enum., ed. 2: 358 (1763), nom. superfl.
- Knavel Ség.; Pl. Veron. 3: 60 (1754), nom. superfl.